# Kung Zhuang av Zhou
Kung Zhuang av Zhou, var en kinesisk monark. Han var kung av Zhoudynastin 696–682 f.Kr.